# James Saito

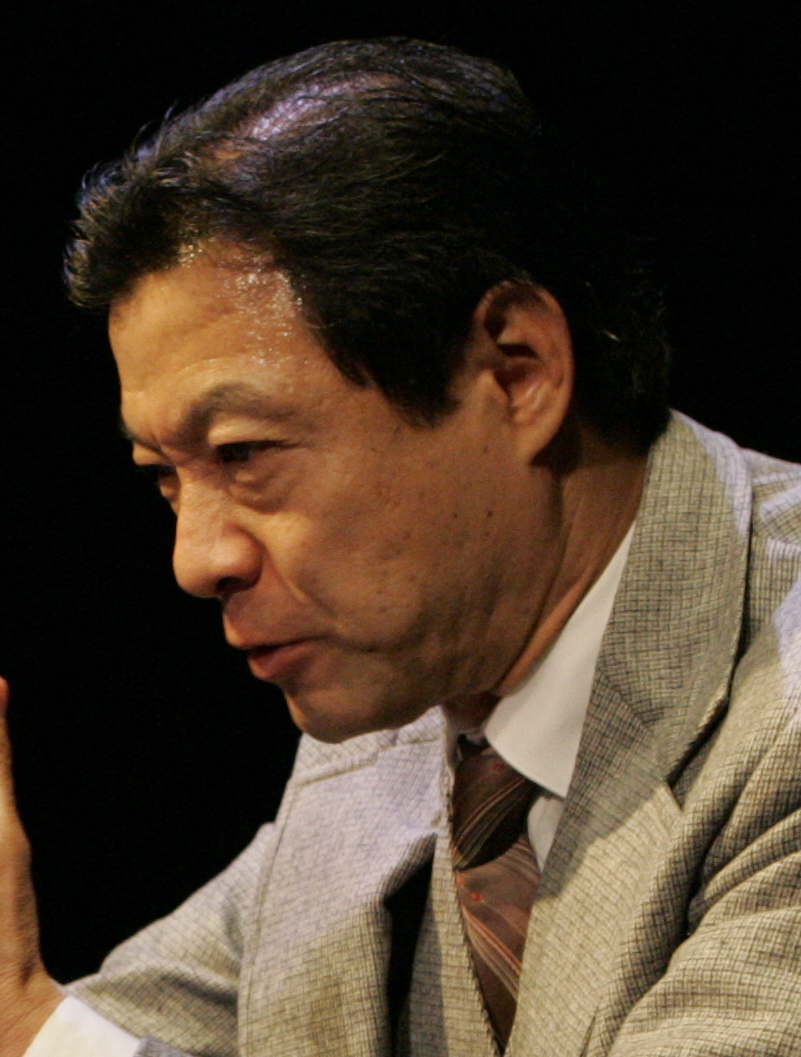
James Saito, 2005

James Saito (* 6. März 1955 in Los Angeles, Kalifornien) ist ein US-amerikanischer Schauspieler.

## Leben
James Saito gehörte in den 1970er Jahren zum Ensemble der Asian American-Theatergruppe East West Players in Los Angeles. Er wirkte unter anderem in der Broadway-Aufführung von The King and I und in David Henry Hwangs Golden Child mit. Für seine Darstellung in Julia Chos Durango im The Public Theater in New York City erhielt er 2007 den Obie Award.
Seinen ersten Auftritt im Fernsehen hatte Saito 1976 im für zwei Emmys nominierten Drama Farewell to Manzanar, das die Internierung japanischstämmiger Amerikaner im Manzanar War Relocation Center während des Zweiten Weltkriegs thematisierte. Sein Debüt in einer Hollywood-Produktion feierte er 1980 mit einer kleinen Nebenrolle in Taylor Hackfords The Idolmaker. Bislang war James Saito in über 70 vorwiegend Nebenrollen zu sehen, wobei seine Auftritte in Teenage Mutant Ninja Turtles als Shredder (1990), in Stirb langsam: Jetzt erst recht (1995), Im Auftrag des Teufels und Wieder allein zu Haus (beide 1997) sowie Pearl Harbor (2001) zu den bekannteren zählen.
Wiederkehrende Gastrollen spielte Saito in Fernsehserien, wie Pazifikgeschwader 214, M*A*S*H, Law & Order, New York Undercover und einigen mehr. 2008 wirkte er in der BBC-Geschichtsdokumentation Heroes and Villains mit und gehörte zur Stammbesetzung der Serie Eli Stone, in der er Dr. Frank Chen, den mentalen Berater des Titelhelden verkörpert. 2013 hatte er eine Gastrolle in einer Episode der US-Actionserie Hawaii Five-0.

## Filmografie
- 1973–1981: M*A*S*H (Fernsehserie, 5 Folgen)
- 1976: Abschied von Manzanar (Farewell to Manzanar, Fernsehfilm)
- 1976–1977: Pazifikgeschwader 214 (Baa Baa Black Sheep, Fernsehserie, 2 Folgen)
- 1978–1979: The Paper Chase (Fernsehserie, 2 Folgen)
- 1979: Lou Grant (Fernsehserie, Folge 3x06)
- 1980: Goldene Träume – Eine olympische Love-Story (The Golden Moment: An Olympic Love Story, Fernsehfilm)
- 1980: Idolmaker – Das schmutzige Geschäft des Showbusiness (The Idolmaker)
- 1980: Enola Gay – Bomber des Todes (Enola Gay, Fernsehfilm)
- 1981: Die Waltons (The Waltons, Fernsehserie, Folge 9x07)
- 1981: Soap – Trautes Heim (Soap, Fernsehserie, Folge 4x12)
- 1981: Sheriff Lobo (The Misadventures of Sheriff Lobo, Fernsehserie, Folge 2x14)
- 1981: The Two Lives of Carol Letner (Fernsehfilm)
- 1981: Der unglaubliche Hulk (The Incredible Hulk, Fernsehserie, Folge 5x03 Kriegsträume)
- 1981: Ein Colt für alle Fälle (The Fall Guy, Fernsehserie, Folge 1x07)
- 1981: Bosom Buddies (Fernsehserie, Folge 2x07)
- 1982: The Greatest American Hero (Fernsehserie, Folge 2x11)
- 1982: Die Himmelhunde von Boragora (Tales of the Gold Monkey, Fernsehserie, Folge 1x08)
- 1983: Fäuste, Gangs und heiße Öfen (The Renegades, Fernsehserie, Folge 1x04)
- 1983: Hot Dog – Der Typ mit dem heißen Ski (Hot Dog…The Movie)
- 1983: Operation Osaka (Girls of the White Orchid, Fernsehfilm)
- 1983–1984: Unter der Sonne Kaliforniens (Knots Landing, Fernsehserie, 2 Folgen)
- 1984: Hart aber herzlich Folge 5x15: Der Hund, der zu viel wusste
- 1984: Agentin mit Herz (Scarecrow and Mrs. King, Fernsehserie, Folge 1x15)
- 1984: T. J. Hooker (Fernsehserie, Folge 3x17)
- 1984: Buckaroo Banzai – Die 8. Dimension (The Adventures of Buckaroo Banzai Across the 8th Dimension)
- 1984: Charles in Charge (Fernsehserie, Folge 1x01)
- 1985: Street Hawk (Fernsehserie, Folge 1x07)
- 1985: Covenant (Fernsehfilm)
- 1985: MacGyver (Fernsehserie, Folge 1x02 Goldbroiler MacGyver)
- 1985: Alfred Hitchcock zeigt (Alfred Hitchcock Presents, Fernsehserie, Folge 1x02)
- 1985: Die Fälle des Harry Fox (Crazy like a Fox, Fernsehserie, Folge 2x10)
- 1985, 1988: Miami Vice (Fernsehserie, 2 Folgen)
- 1986: Blut und Orchideen (Blood & Orchids, Fernsehfilm)
- 1986: Schatten der Leidenschaft (The Young and the Restless, Fernsehserie, 2 Folgen)
- 1986: Das A-Team (The A-Team, Fernsehserie, Folge 5x06 Codename Brown Fox)
- 1987: Polizeirevier Hill Street (Hill Street Blues, Fernsehserie, Folge 7x19)
- 1987: Airwolf (Fernsehserie, Folge 1x12)
- 1987: Beyond the Next Mountain
- 1988: C.A.T. – Operation Python Wolf (C.A.T. Squad: Python Wolf, Fernsehfilm)
- 1988: Feuersturm und Asche (War and Remembrance, Miniserie, Folge 1x03)
- 1989: Gideon Oliver (Fernsehserie, Folge 1x02)
- 1989: Zeit der Sehnsucht (Days of Our Lives, Fernsehserie, 3 Folgen)
- 1989: Dämon in Seide (Mortal Sins, Divine Obsession)
- 1990: Turtles (Teenage Mutant Ninja Turtles)
- 1990: Auf eigene Faust (Counterstrike, Fernsehserie, Folge 1x05)
- 1990: Top Cops (Fernsehserie, Folge 1x10)
- 1990: E.S.U. – Notruf New York (True Blue, Fernsehserie, Folge 1x12)
- 1992: ...und griffen nach den Sternen (To Be the Best, Fernsehfilm)
- 1992: Wege der Liebe (Loving, Fernsehserie, 7 Folgen)
- 1993: Springfield Story (Guiding Light, Fernsehserie, eine Folge)
- 1993: Silent Cries
- 1994–1995: New York Undercover (Fernsehserie, 2 Folgen)
- 1994, 2000: Law & Order (Fernsehserie, 2 Folgen)
- 1995: The Hunted – Der Gejagte (The Hunted)
- 1995: Stirb langsam: Jetzt erst recht (Die Hard with a Vengeance)
- 1995: Star Trek: Raumschiff Voyager (Star Trek: Voyager, Fernsehserie, Folge 2x01 Die 37er)
- 1996: Gargoyles – Auf den Schwingen der Gerechtigkeit (Gargoyles, Fernsehserie, Folge 2x40, Stimme)
- 1996: Tomorrow Man (The Tomorrow Man, Fernsehfilm)
- 1997: Henry Fool
- 1997: Im Auftrag des Teufels (The Devil’s Advocate)
- 1997: Wieder allein zu Haus (Home Alone 3)
- 1999: Die Thomas Crown Affäre (The Thomas Crown Affair)
- 1999: Sex and the City (Fernsehserie, Folge 2x18)
- 2000: Strangers with Candy (Fernsehserie, Folge 3x06)
- 2001: Pearl Harbor
- 2001: Love the Hard Way
- 2001: 100 Centre Street (Fernsehserie, 2 Folgen)
- 2001: Aufs Spiel gesetzt (The Atlantis Conspiracy, Fernsehfilm)
- 2002: Third Watch – Einsatz am Limit (Third Watch, Fernsehserie, Folge 3x12)
- 2003: Robot Stories
- 2004: Criminal Intent – Verbrechen im Visier (Law & Order: Criminal Intent, Fernsehserie, Folge 4x04 Tödliche Geliebte)
- 2005: Starved (Fernsehserie, Folge 1x05)
- 2006: Brother’s Shadow
- 2006: Jung und Leidenschaftlich – Wie das Leben so spielt (As the World Turns, Fernsehserie, 2 Folgen)
- 2007: Ich glaub, ich lieb meine Frau (I Think I Love My Wife)
- 2007: Ghosts of the Heartland
- 2008: Warriors – Die größten Krieger der Geschichte (Heroes and Villains, Fernsehserie, Folge 1x06)
- 2008–2009: Eli Stone (Fernsehserie, 23 Folgen)
- 2009: The Unit – Eine Frage der Ehre (The Unit, Fernsehserie, Folge 4x20)
- 2010: Rubicon (Fernsehserie, Folge 1x07)
- 2010: Blue Bloods – Crime Scene New York (Blue Bloods, Fernsehserie, Folge 1x08)
- 2011: Too Big to Fail – Die große Krise (Too Big to Fail, Fernsehfilm)
- 2011: Liebe, Lüge, Leidenschaft (One Life to Live, Fernsehserie, 8 Folgen)
- 2012: 30 Rock (Fernsehserie, Folge 6x09 Schalttag)
- 2012: Life of Pi: Schiffbruch mit Tiger (Life of Pi)
- 2012: Person of Interest (Fernsehserie, Folge 2x05 Totschlagzeile)
- 2013: From the Rough
- 2013: Hawaii Five-0 (Fernsehserie, Folge 4x10 Alte Wunden)
- 2014: Gefühlt Mitte Zwanzig (While We’re Young)
- 2014: Madam Secretary (Fernsehserie, Folge 1x04)
- 2014: Big Eyes
- 2015: The Sea of Trees
- 2016: House of Cards (Fernsehserie, Folge 4x11 Mehr als ein Ehepaar)
- 2017: Wilson – Der Weltverbesserer (Wilson)
- 2017: The Only Living Boy in New York
- 2017: The Deuce (Fernsehserie, 2 Folgen)
- 2018: Paterno (Fernsehfilm)
- 2018: Instinct (INSTIИCT, Fernsehserie, Folge 1x05 Herzlos)
- 2018: Elementary (Fernsehserie, Folge 6x16)
- 2018: Marvel’s Iron Fist (Fernsehserie, Folge 2x02 Stadt in Gefahr)
- 2018: New Amsterdam (Fernsehserie, Folge 1x06)
- 2019: Broad City (Fernsehserie, Folge 5x03)
- 2019: Long Shot – Unwahrscheinlich, aber nicht unmöglich (Long Shot)
- 2019: Always Be My Maybe
- 2019: The Terror (Fernsehserie, 3 Folgen)
- 2019: Modern Love (Fernsehserie, Folge 1x08)
- 2019–2020: Prodigal Son – Der Mörder in Dir (Prodigal Son, Fernsehserie, 2 Folgen)
- 2020: Altered Carbon – Das Unsterblichkeitsprogramm (Altered Carbon, Fernsehserie, 5 Folgen)
- 2020: Grey’s Anatomy (Fernsehserie, Folge 16x20 Ungewissheit)
- 2020: Tigertail
- 2020: At Home with Amy Sedaris (Fernsehserie, Folge 3x02)
- 2020: Algorithm: Bliss
- 2020: The Christmas Bow (Fernsehfilm)
- 2020: Dash & Lily (Fernsehserie, 6 Folgen)
- 2021: Love Hard
- 2023: The Company You Keep